# Albert Kwok
Albert Kwok, né en 1921 à Kuching et mort le 21 janvier 1944 à Putatan, est un résistant malaisien connu sous le nom de « Kinabalu Guerrillas » pendant l'occupation japonaise de Bornéo. Il est considéré comme l'initiateur de la révolte de Jesselton le 10 octobre 1943.